# Radonjica
Radonjica (cyr. Радоњица) – wieś w Serbii, w okręgu jablanickim, w mieście Leskovac. W 2011 roku liczyła 803 mieszkańców.